# Gerd Körber
Gerhard Körber, conocido como Gerd Körber, es un piloto alemán de automovilismo que ha destacado en la modalidad de carreras de camiones. Se proclamó campeón de la Copa de Europa de Carreras de Camiones en la categoría Clase C en 1991, y en la categoría SúperCamión de Carreras en 2002 y 2003.
Es apodado Mr. Truck Race (Señor Carrera de Camiones) debido al éxito que ha tenido en la modalidad.

## Trayectoria

### Inicios
Gerd Körber se proclamó campeón de la Copa de Europa de Carreras de Camiones en la categoría Clase C en 1991 a bordo de un MAN.

### Buggyra International Racing System
Años posteriores, fue campeón en a categoría SúperCamión de Carreras en 2002 y 2003 corriendo para el equipo Buggyra.
Ya en el Campeonato de Europa de Carreras de Camiones, en la temporada inaugural, la de 2006, finalizó subcampeón con nueve victorias de carreras y tres poles. Acabó en el podium en 23 de las 36 carreras del año. El camión que pilotó era un Freightliner.

### Truck Race Team Allgäuer
En 2007 Körber se unió al Truck Race Team Allgäuer, usando un camión MAN. Acabó quinto en la general con una victoria de carrera en el Autódromo de Most y otros diez podios. Tras esta temporada, dejó de correr en carreras de camiones durante varios años.

### Team Schwabentruck
Regresó al ETRC en 2011 para pilotar en el recién creado Team Schwabentruck, de camión Iveco. Lo hizo con un programa parcial de 4 de las 10 rondas del campeonato (Misano, Nürburgring, Zolder y Le Mans), en las que consiguió un podio y 37 puntos que le hicieron ser 13.º.
En 2012 vuelve a disputar cuatro rondas del campeonato (los mismos circuitos cambiando Zolder por Most). Consiguió tres podios y 69 puntos, finalizando 11.º.
En 2013 vuelve a las mismas pistas, pero con menos éxito (sin podios y con sólo 24 puntos, siendo 13.º).
En 2014 añade el Red Bull Ring a su calendario, consiguiendo un podium. Con 38 puntos, finalizó 12.º.
Repitiendo sus inscripciones de 2014 en 2015, Körber obtiene mejores resultados (cuatro podios y 124 puntos, siendo 9.º en la general).
En 2016 amplía hasta siete rondas su participación en el ETRC (sumando Hungaroring y volviendo a Zolder). Acabó 8.º con un podio y 123 puntos.
En 2017 volvió, 10 años después, a correr a tiempo completo. Finzalizó 7.º con 1 victoria de carrera y otros seis podios.
A principios de 2018, al mismo tiempo que el Schwabentruck anunciaba su sustituto, la piloto germana Stephanie Halm, se anunció que Körber correría
en Misano. Finalmente, también corrió en Nürburgring. En esos dos Grandes Premios consiguió un podio y 29  puntos, acabando 29.º.
En 2019 sólo corrió en casa, en el Circuito de Nürburgring, en las que puntuó en todas, pero sin podios. Fue 12.º con 28 puntos.

## Resultados

### Resultados en el Campeonato de Europa de Carreras de Camiones
| Año  | Camión       | N.º | Pilotos                  | 1       | 1       | 1      | 1       | 2       | 2       | 2      | 2       | 3       | 3       | 3     | 3       | 4      | 4       | 4     | 4       | 5      | 5      | 5      | 5       | 6      | 6       | 6       | 6       | 7      | 7       | 7       | 7       | 8       | 8      | 8     | 8     | 9       | 9       | 9      | 9      | 10     | 10     | 10     | 10     | 11     | 11    | 11     | 11    | Posición | Puntos |
| ---- | ------------ | --- | ------------------------ | ------- | ------- | ------ | ------- | ------- | ------- | ------ | ------- | ------- | ------- | ----- | ------- | ------ | ------- | ----- | ------- | ------ | ------ | ------ | ------- | ------ | ------- | ------- | ------- | ------ | ------- | ------- | ------- | ------- | ------ | ----- | ----- | ------- | ------- | ------ | ------ | ------ | ------ | ------ | ------ | ------ | ----- | ------ | ----- | -------- | ------ |
| 2006 | Freightliner | 3   | Buggyra                  | BAR 5   | BAR 2   | BAR 2  | BAR 4   | MIS 2   | MIS 3   | MIS 5  | MIS 3   | ALB 3   | ALB 3   | ALB 1 | ALB 1   | NOG 4  | NOG 2   | NOG 4 | NOG 2   | NUR 3  | NUR 3  | NUR 1  | NUR 1   | MOS 4  | MOS Ret | MOS 7   | MOS 5   | ZOL 1  | ZOL Ret | ZOL 1   | ZOL 1   | JAR 2   | JAR 2  | JAR 8 | JAR 4 | LMS 1   | LMS 1   | LMS 4  | LMS 3  |        |        |        |        |        |       |        |       | 2.º      | 318    |
| 2007 | MAN          | 2   | Truck Race Team Allgäuer | BAR 5   | BAR 3   | BAR 5  | BAR 3   | ZOL 5   | ZOL 6   | ZOL 3  | ZOL 4   | ALB DNS | ALB DNS | ALB 4 | ALB 3   | NOG 2  | NOG 3   | NOG 5 | NOG 4   | NUR 4  | NUR 5  | NUR 5  | NUR Ret | MOS 4  | MOS 6   | MOS 1   | MOS 5   | LMS 7  | LMS 3   | LMS Ret | LMS 6   | MIS 5   | MIS 3  | MIS 4 | MIS 6 | JAR 5   | JAR 4   | JAR 3  | JAR 2  |        |        |        |        |        |       |        |       | 5.º      | 274    |
| 2011 | Iveco        | 27  | Team Schwabentruck       | DON     | DON     | DON    | DON     | MIS DNS | MIS DNS | MIS 13 | MIS 9   | ALB     | ALB     | ALB   | ALB     | NOG    | NOG     | NOG   | NOG     | NUR 7  | NUR 11 | NUR 10 | NUR 6   | SMO    | SMO     | SMO     | SMO     | MOS    | MOS     | MOS     | MOS     | ZOL Ret | ZOL 24 | ZOL 5 | ZOL 2 | JAR     | JAR     | JAR    | JAR    | LMS 9  | LMS 7  | LMS 9  | LMS 16 |        |       |        |       | 13.º     | 37     |
| 2012 | Iveco        | 27  | Team Schwabentruck       | EST     | EST     | EST    | EST     | MIS 9   | MIS 6   | MIS 9  | MIS 9   | JAR     | JAR     | JAR   | JAR     | NOG    | NOG     | NOG   | NOG     | DON    | DON    | DON    | DON     | NUR 6  | NUR 3   | NUR 6   | NUR 2   | SMO    | SMO     | SMO     | SMO     | MOS 7   | MOS 7  | MOS 8 | MOS 3 | ZOL     | ZOL     | ZOL    | ZOL    | JAR    | JAR    | JAR    | JAR    | LMS 10 | LMS 9 | LMS 10 | LMS 7 | 11.º     | 69     |
| 2013 | Iveco        | 27  | Team Schwabentruck       | MIS 8   | MIS 6   | MIS 8  | MIS DNS | NAV     | NAV     | NAV    | NAV     | NOG     | NOG     | NOG   | NOG     | RBR    | RBR     | RBR   | RBR     | NUR 13 | NUR 10 | NUR 12 | NUR 7   | SMO    | SMO     | SMO     | SMO     | MOS 11 | MOS 5   | MOS Ret | MOS 9   | ZOL     | ZOL    | ZOL   | ZOL   | JAR     | JAR     | JAR    | JAR    | LMS 14 | LMS 13 | LMS 12 | LMS 11 |        |       |        |       | 13.º     | 24     |
| 2014 | Iveco        | 27  | Team Schwabentruck       | MIS Ret | MIS 3   | MIS 8  | MIS DNS | NAV     | NAV     | NAV    | NAV     | NOG     | NOG     | NOG   | NOG     | RBR 12 | RBR Ret | RBR 9 | RBR Ret | NUR 7  | NUR 14 | NUR 9  | NUR 4   | MOS 9  | MOS 8   | MOS 6   | MOS 12  | ZOL    | ZOL     | ZOL     | ZOL     | JAR     | JAR    | JAR   | JAR   | LMS DNS | LMS DNS | LMS 10 | LMS 12 |        |        |        |        |        |       |        |       | 12.º     | 38     |
| 2015 | Iveco        | 27  | Team Schwabentruck       | VAL     | VAL     | VAL    | VAL     | RBR 6   | RBR 3   | RBR 5  | RBR Ret | MIS Ret | MIS 7   | MIS 5 | MIS Ret | NOG    | NOG     | NOG   | NOG     | NUR 7  | NUR 2  | NUR 7  | NUR 2   | MOS 5  | MOS 7   | MOS 5   | MOS 10  | HUN    | HUN     | HUN     | HUN     | ZOL     | ZOL    | ZOL   | ZOL   | JAR     | JAR     | JAR    | JAR    | LMS 9  | LMS 9  | LMS 5  | LMS 2  |        |       |        |       | 9.º      | 124    |
| 2016 | Iveco        | 27  | Team Schwabentruck       | RBR 5   | RBR 9   | RBR 4  | RBR 3   | MIS 9   | MIS 5   | MIS 7  | MIS 7   | NOG     | NOG     | NOG   | NOG     | NUR 7  | NUR 12  | NUR 4 | NUR 6   | HUN 6  | HUN 14 | HUN 8  | HUN 8   | MOS 15 | MOS Ret | MOS 4   | MOS Ret | ZOL 5  | ZOL 8   | ZOL 5   | ZOL Ret | JAR     | JAR    | JAR   | JAR   | LMS Ret | LMS 7   | LMS 4  | LMS 6  |        |        |        |        |        |       |        |       | 8.º      | 123    |
| 2017 | Iveco        | 27  | Team Schwabentruck       | RBR 3   | RBR 3   | RBR 11 | RBR 5   | MIS 7   | MIS 5   | MIS 6  | MIS 6   | NUR 8   | NUR 3   | NUR 8 | NUR C   | SVK 8  | SVK 5   | SVK 8 | SVK 6   | HUN 7  | HUN 8  | HUN 8  | HUN 15  | MOS 10 | MOS 8   | MOS Ret | MOS 9   | ZOL 8  | ZOL 9   | ZOL 10  | ZOL 9   | LMS 8   | LMS 3  | LMS 7 | LMS 1 | JAR 6   | JAR 3   | JAR 7  | JAR 3  |        |        |        |        |        |       |        |       | 7.º      | 153    |
| 2018 | Iveco        | 27  | Team Schwabentruck       | MIS 5   | MIS Ret | MIS 10 | MIS 9   | HUN     | HUN     | HUN    | HUN     | NUR 8   | NUR 2   | NUR 6 | NUR Ret | SVK    | SVK     | SVK   | SVK     | MOS    | MOS    | MOS    | MOS     | ZOL    | ZOL     | ZOL     | ZOL     | LMS    | LMS     | LMS     | LMS     | JAR     | JAR    | JAR   | JAR   |         |         |        |        |        |        |        |        |        |       |        |       | 13.º     | 29     |
| 2019 | Iveco        | 27  | Team Schwabentruck       | MIS     | MIS     | MIS    | MIS     | HUN     | HUN     | HUN    | HUN     | SVK     | SVK     | SVK   | SVK     | NUR 5  | NUR 6   | NUR 5 | NUR 4   | MOS    | MOS    | MOS    | MOS     | ZOL    | ZOL     | ZOL     | ZOL     | LMS    | LMS     | LMS     | LMS     | JAR     | JAR    | JAR   | JAR   |         |         |        |        |        |        |        |        |        |       |        |       | 13.º     | 29     |